# Jan Van den Bergh
Jan Van den Bergh, né le 2 octobre 1994 à Bonheiden en Belgique, est un footballeur belge qui joue au poste de défenseur central au Júbilo Iwata.

## Biographie

### En club
En 2014, Jan Van den Bergh quitte le KVC Westerlo pour rejoindre le KSK Heist. Après deux saisons, il signe en faveur du Beerschot Wilrijk. Lors de sa première saison, le défenseur gaucher inscrit trois buts en 35 rencontres de championnat et participe à la montée du club en deuxième division.
En janvier 2019, il est annoncé que Van den Bergh quitte le Beerschot à l'issue de la saison pour rejoindre La Gantoise, avec laquelle il signe un contrat de trois saisons.
N’ayant jamais disputé de match officiel avec le club gantois, il est prêté en janvier 2020 jusqu’à la fin de la saison à l'OH Louvain. À son retour, il n’entre plus dans les plans de La Gantoise.
Le 24 juillet 2020, son ancien club du Beerschot annonce son retour. Il signe un contrat de cinq ans et entame la saison 2020-2021 avec le club anversois, désormais promu en première division belge. Le club démarre en force et occupe brièvement la tête du classement. Cependant, après le départ de l'entraîneur Hernán Losada, le club termine la saison à la neuvième place.
La saison suivante (2021-2022) est une catastrophe pour le club, qui termine dernier du championnat et est relégué. Malgré une vague de départs, Van den Bergh reste fidèle mais n'exclut pas un départ.
En deuxième division (Challenger Pro League), Beerschot est considéré comme un prétendant au titre, mais l’effectif trop limité ne permet pas de tenir sur la durée. Le club finit troisième, et Van den Bergh dispute environ 20 matchs. Lors d’un nouveau remaniement d’effectif, il quitte le club à son tour.
Il choisit de s’engager avec le club néerlandais du NAC Breda, évoluant en deuxième division néerlandaise.
En 2025, Van den Bergh est transféré au Júbilo Iwata.